# Ehrenreich Sándor Ádám
Ehrenreich Sándor Ádám (Pozsony, 1784. június 18. – Bécs, 1852. június 13.) réz- és acélmetsző.
Apjától, Ehrenreich Izsáktól tanulta a vésnöki művészetet. 1803-ban Bécsbe ment és az ottani Képzőművészeti Akadémián tanult, hol 1806. a rajzban az első díjat nyerte. Ezután rézmetszéssel foglalkozott és Budán telepedett le. Több műve által, különösen Canova arcképével magára vonta a műértők figyelmét és számosan bízták meg őt arcképük metszésével. Így ő metszette V. Ferdinánd király, valamint Mária Anna Karolina királyné arcképét, továbbá gróf Barkóczy Ferenc prímásnak, báró Wesselényi Miklósnak, Ürményi József országbírónak és sok más előkelőségnek arcképét. 
1823-ban belefogott egy nagyobb munkába, az Icones Principium, Procerum ac praeter hos illustrium Virorum Matronariumque veteris et praesentis aevi, qu bus Hungaria et Transsylvania clarent című arcképtár elkészítése, melyből 1835-ig 95 lap jelent meg. 1825-ben Bécsbe költözött, hol ezt a művét folytatta. A Perger Bildergallerie des Belveder című gyűjteményében is található néhány kitűnő metszete.